# Parlamentswahl in Samoa 2021
Die Parlamentswahl in Samoa 2021 fand am 9. April statt. Vor der Auflösung der gesetzgebenden Versammlung von Samoa am 3. März 2021 hatte Premierminister Tuilaepa Aiono Sailele Malielegaoi eine Untersuchungskommission über die Abwesenheit von Oppositionspolitikern und deren angebliche „verräterische“ Handlungen bei der „Irreführung der Öffentlichkeit“ und ihrer angeblichen Kampagne gegen die Regierung angeordnet. Im März 2021 wurde Fiame Naomi Mataʻafa, ein ehemaliges Mitglied der regierenden Human Rights Protection Party (HRPP) und ehemalige stellvertretende Premierministerin, an die Spitze der wichtigsten Oppositionspartei, Faʻatuatua i le Atua Samoa ua Tasi (FAST), gewählt. Tuilaepa führte die HRPP in die Wahl.
Vorläufige Ergebnisse zeigten ein Unentschieden zwischen der HRPP und der FAST, die jeweils 25 Sitze in der Legislativversammlung gewannen. Dies wurde bei der endgültigen Auszählung bestätigt. Die samoanische Wahlkommission stellte jedoch später fest, dass die Ergebnisse mit einem Frauenanteil von 9,8 Prozent der gewählten Mitglieder eine Verfassungsbestimmung nicht erfüllten, die vorschreibt, dass mindestens 10 Prozent der Sitze von Frauen gehalten werden müssen. Daraufhin wurde eine weitere Kandidatin – Aliʻimalemanu Alofa Tuuau von der HRPP – für gewählt erklärt, wodurch sich die Zahl der Parlamentsmitglieder auf 52 und die Zahl der Sitze für die HRPP auf 26 erhöhte. Daraufhin kündigte Tuala Iosefo Ponifasio, ein unabhängiger Abgeordneter, an, dass er sich auf die Seite der FAST stellen würde, was dazu führte, dass es im Parlament keine klaren Mehrheitsverhältnisse gab. HRPP und FAST besaßen jeweils 26 Sitze.
Am 17. Mai 2021 hob der Oberste Gerichtshof von Samoa jedoch die Entscheidung der Wahlkommission auf, erklärte den zusätzlichen Sitz für ungültig und entschied gegen Tuilaepas Antrag auf eine Neuwahl. Damit hatte die FAST eine knappe Mehrheit, die es ihr ermöglichte, den Sieg zu erklären und Mataʻafa zur ersten Premierministerin Samoas zu wählen.
Tuileapa weigerte sich, das Ergebnis zu akzeptieren und setzte stattdessen das Parlament aus, was Mataʻafa daran hinderte, vereidigt zu werden und das Land in eine politische Krise stürzte. Die HRPP erklärte, dass sie die Bildung einer Regierung nicht zulassen würde, bis alle 28 Wahlpetitionen angehört worden sind.

## Hintergrund

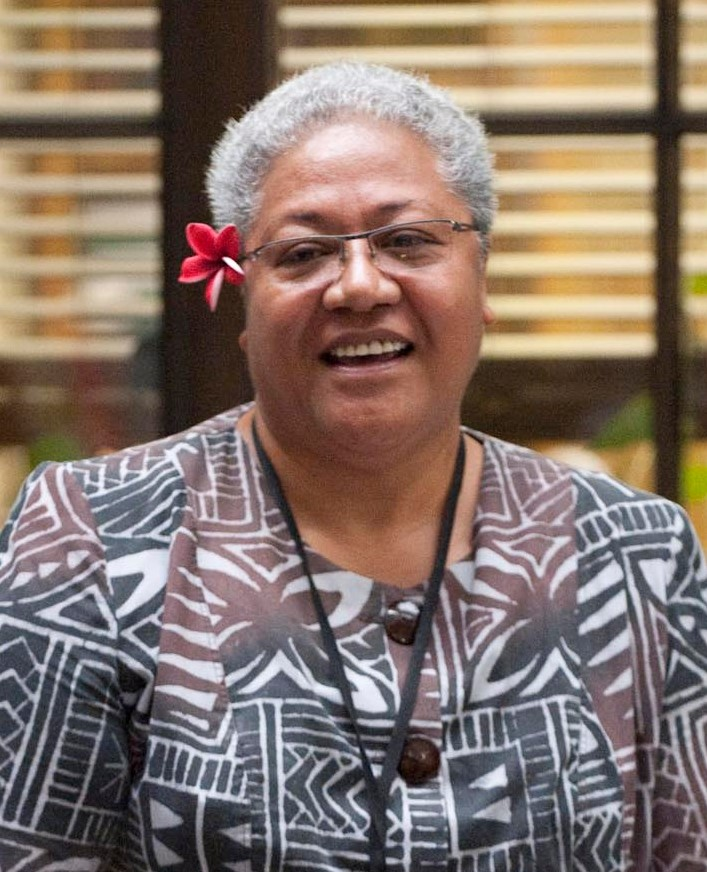
Fiame Naomi Mataʻafa, Spitzenkandidatin der FAST-Partei (2013)

Die HRPP sicherte sich bei den Wahlen 2016 einen Erdrutschsieg und gewann 35 der (damals) 49 Sitze in der Legislativversammlung. 12 der 13 erfolgreichen unabhängigen Kandidaten im Parlament traten anschließend der HRPP bei, wodurch die Partei insgesamt 47 Sitze erhielt. Dies verhinderte, dass die Partei Tautua Samoa, die nur zwei Sitze behielt (von 13 Sitzen bei der Wahl 2011), die acht Sitze erreichte, die für die Anerkennung als parlamentarische Partei erforderlich waren, so dass Samoa ohne offizielle Opposition blieb. Ein zusätzlicher Sitz wurde im Parlament hinzugefügt, um die Geschlechterquote zu erfüllen. Ein unabhängiger Abgeordneter, Olo Fiti Vaai, trat Tautua Samoa bei, was der Partei drei Sitze gab.
Die amtierende HRPP-Regierung wurde für ihren falschen Umgang mit dem Masernausbruch 2019 auf Samoa kritisiert. Im Mai 2020 wurde der Abgeordnete Laauli Leuatea Polataivao aus der HRPP ausgeschlossen, nachdem er gegen das umstrittene Gesetz zur Änderung von „Land und Titeln“ gestimmt hatte. Polataivao kündigte seinen Austritt an und gründete später die FAST-Partei, um bei den Parlamentswahlen 2021 anzutreten. Seinem Austritt aus dem HRPP folgten später andere Mitglieder der HRPP-Fraktion, darunter Fiame Naomi Mataʻafa, die als stellvertretende Premierministerin zurücktrat, ebenfalls aus Protest gegen den Gesetzesentwurf zu Land und Titeln. Im August 2020 bestritt Polataivao erfolgreich die Nachwahlen in seinem Wahlkreis Gagaifomauga Nr. 3 und wurde als einziger Abgeordneter der FAST-Partei wieder ins Parlament gewählt. Fiame Naomi Mataʻafa, die nach ihrem Rücktritt von der HRPP eingeladen wurde, der FAST beizutreten, entschied sich, eine Unabhängige zu bleiben. Sie trat FAST erst nach der Auflösung des Parlaments bei. Bei der Auflösung des 16. Parlaments besetzte die HRPP 44 Sitze, Tautua hatte zwei Sitze, FAST einen und die restlichen drei wurden von Unabhängigen gehalten.

## Wahlsystem
Bei den Wahlen von 2021 wurden 51 Mitglieder des Fono in Einzelwahlkreisen nach dem Mehrheitswahlrecht gewählt. 1990 wurde das allgemeine Wahlrecht eingeführt, das es samoanischen Bürgern über 21 Jahren erlaubte, persönlich zu wählen. Die Kandidaten mussten mindestens 21 Jahre alt sein, Familienoberhaupt sein und seit mindestens drei Jahren vor dem Nominierungsdatum im Land wohnen. Beamte und psychisch kranke Personen waren von der Kandidatur ausgeschlossen. Personen, die wegen Bestechung oder eines Wahlvergehens verurteilt wurden, und Personen, die zu einer Haftstrafe von mehr als zwei Jahren (einschließlich der Todesstrafe) verurteilt wurden, waren ebenfalls nicht wählbar.
Das Verfassungsänderungsgesetz 2013 stellt sicher, dass mindestens 10 Prozent der Sitze im Parlament für Frauen reserviert sind.

## Kampagne

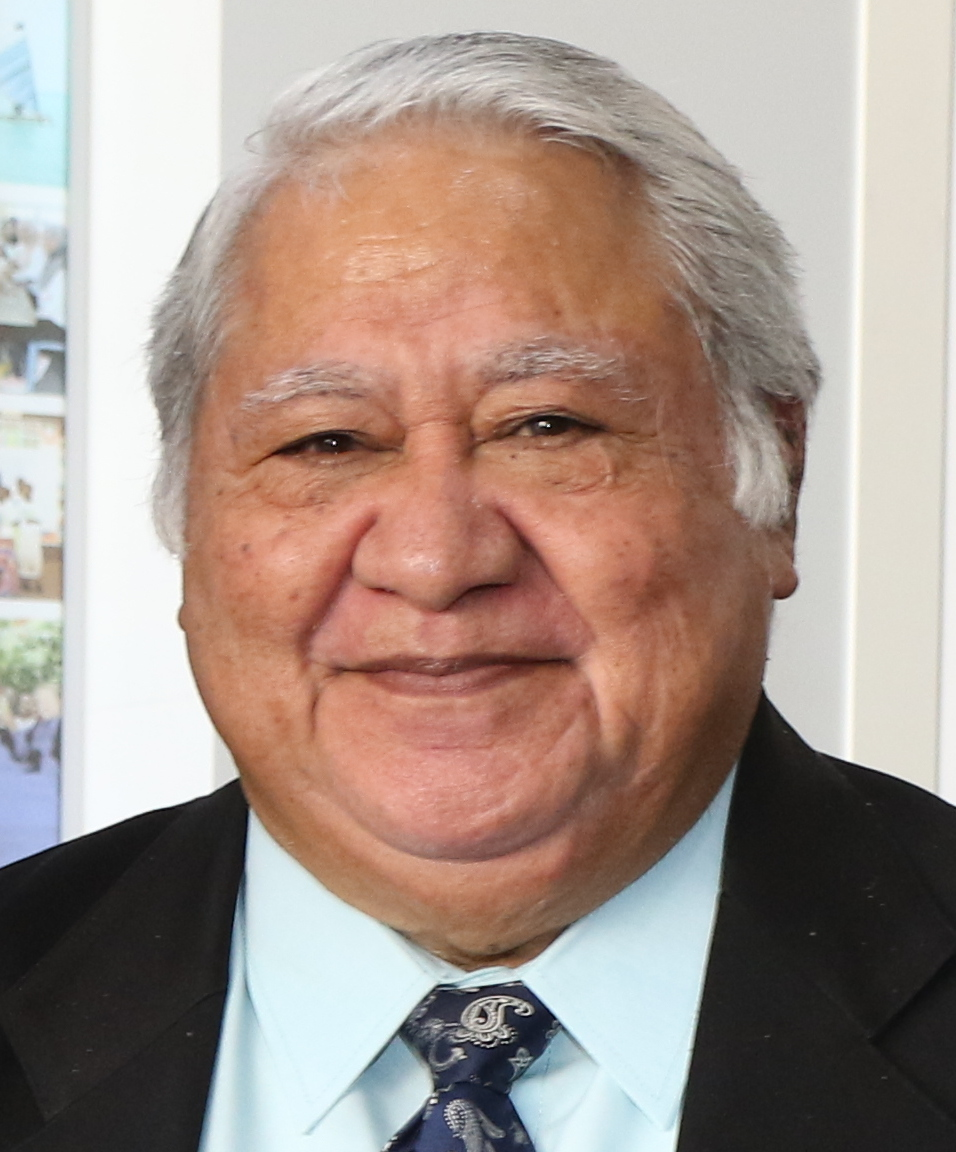
Tuilaepa Sailele Malielegaoi war der amtierende Premierminister Samoas (2018)

Ursprünglich sollten fünf Parteien zu den Wahlen antreten: die HRPP, FAST, die Tautua Samoa Party (TSP), die Samoa First Party und die Samoa National Democratic Party. Im Mai 2020 meldete sich eine weitere Partei, die Tumua ma Puleono, zu den Wahlen an. Im Juli 2020 bestätigte Premierminister Tuilaepa Sailele Malielegaoi, dass er ein fünftes Mal zu den Wahlen antreten würde, so viel wie nie zuvor ein Kandidat in Samoa.
200 Kandidaten wurden für die Wahl nominiert: Nachdem Wahlanfechtungen gehört wurden, sank die Zahl auf 198: 113 für die HRPP, 50 für FAST, 14 für Tautua Samoa, 5 für Samoa First, 1 für Sovereign Independent Samoa und 15 Unabhängige. Eine Rekordzahl von 21 Frauen kandidierte für das Amt, drei Kandidaten, Premierministerin Tuilaʻepa Sailele Malielegaoi, FAST-Führerin Fiame Naomi Mataʻafa und Kabinettsministerin Lealailepule Rimoni Aiafi wurden ohne Gegenkandidaten gewählt.
Am 2. September 2020 gab die FAST-Partei bekannt, dass sie sich mit den Parteien Samoa National Democratic Party und Tumua ma Puleono zusammenschließen würde, um bei den Wahlen 2021 anzutreten. SNDP- und Tumua ma Puleono-Kandidaten werden unter dem FAST-Banner antreten, mit nur einem Kandidaten in jedem Wahlkreis. Im Januar 2021 begann die Partei eine „Wahl-Roadshow“, Premierminister Tuilaepa prangerte die Roadshow als „ausländische Praxis“ an, und ermutigte seine Anhänger, FAST-Veranstaltungen zu stürmen, um der „Gehirnwäsche“ der Partei entgegenzuwirken. Am 29. Januar enthüllte FAST, dass sie Gespräche mit der Tautua Samoa Party begonnen hatte, um eine „große Koalition“ zu bilden, um die Regierung zu stürzen. FAST-Abgeordnete waren während der letzten Sitzung des Parlaments häufig abwesend, um Wahlkampf zu machen, was dazu führte, dass der stellvertretende Sprecher drohte, sie zu disziplinieren. Am letzten Tag des Parlaments am 3. März ordnete Premierminister Malielegaoi eine Untersuchungskommission an, um die Abwesenheit der Abgeordneten sowie nicht näher bezeichnete „verräterische Handlungen“ im Zusammenhang mit den Wahlkampfreden zu untersuchen. Nach dem Feedback der Roadshow stellte die Partei Ende März, nur wenige Wochen vor der Wahl, offiziell ihr Wahlprogramm vor.
Die HRPP begann ihre Kampagne nur drei Wochen vor dem Wahltermin mit der Vorstellung ihres Wahlprogramms am 19. März. Die Partei versprach ein neues Krankenhaus in Salelologa sowie neue eigenständige Ministerien für Kultur und Umwelt.
Die Tautua Samoa Party veröffentlichte ihr Wahlprogramm im September 2020 und versprach höhere Renten, einen höheren Mindestlohn und eine Antikorruptionsbehörde. Am 11. Dezember 2020 kündigte die Partei ein Wahlbündnis mit der Samoa First Party und der Sovereign Independent Samoa Party an, in dessen Rahmen die Parteien die Kandidaten der jeweils anderen Partei in Sitzen unterstützen werden, in denen sie nicht gegeneinander antreten. Am 29. Januar 2021 veröffentlichte das Bündnis sein Wahlprogramm.
Am 26. März 2021 sagte Premierminister Tuilaepa Aiono Sailele Malielegaoi voraus, dass die HRPP die Wahl gewinnen und ihre Sitze im Parlament auf 45 erhöhen würde.

## Durchführung
Der Wahltermin wurde im April 2020 bekannt gegeben.
Am 13. Februar 2021 warnte der Wahlkommissar die Gemeinderäte, sich nicht in das Wahlrecht einzumischen.
Am 3. März 2021 wurde das Parlament aufgelöst, und am 9. März 2021 wurde der Wahlaufruf erlassen.
Die vorzeitige Stimmabgabe für Senioren, Wähler mit Behinderungen, wichtige Arbeiter und diejenigen, die am Wahltag auf Reisen waren, begann am 5. April, die Ergebnisse wurden am Abend veröffentlicht. Nach Angaben der Wahlkommission gaben 7.414 Wähler eine vorzeitige Stimme ab. Die Ergebnisse vor der Wahl zeigten, dass die HRPP mit 27 Sitzen in Führung lag, FAST hatte 20 Sitze und Tautua einen. Am Wahltag öffneten die Wahllokale um 8 Uhr und schlossen um 15 Uhr.
Bei der formalen Auszählung des Wahlkreises Sagaga 2 wurden 39 Fälle von doppelter Stimmabgabe festgestellt und an die Polizei weitergeleitet.

## Ergebnisse

Sitzverteilung direkt im Anschluss der Wahl
FAST: 25 Sitze
Unabhängige: 1 Sitz
HRPP: 25 Sitze

Wahlergebnisse nach Wahlkreisen nach Stimmenanteil der Partei des siegreichen Kandidaten

Das Endergebnis zeigte, dass FAST 25 Sitze erhielt und die HRPP auf 25 Sitze reduziert wurde. Fünf Frauen wurden gewählt. Es begannen sofort Verhandlungen, um den unabhängigen Tuala Iosefo Ponifasio zu gewinnen, und am 21. April wurde bekannt gegeben, dass er der FAST-Partei beitreten würde.
| Partei                              | Stimmen | %     | Sitze | ±   |
| ----------------------------------- | ------- | ----- | ----- | --- |
| Human Rights Protection Party       | 49.237  | 55,38 | 25    | −10 |
| Faʻatuatua i le Atua Samoa ua Tasi  | 32.510  | 36,57 | 25    | neu |
| Tautua Samoa Party                  | 2.900   | 3,26  | 0     | −2  |
| Samoa First Party                   | 207     | 0,23  | 0     | neu |
| Sovereign Independent Samoa Party   | 30      | 0,03  | 0     | neu |
| Unabhängige                         | 4.025   | 4,53  | 1     | −12 |
|                                     |         |       |       |     |
| Gesamt                              | 88.909  | 100   | 51    | +1  |
|                                     |         |       |       |     |
| Gültige Stimmen                     | 88.909  | 99,32 |       |     |
| Ungültige/leere Stimmen             | 605     | 0,68  |       |     |
| Gesamtstimmen                       | 89.514  | 100   |       |     |
| Registrierte Wähler/Wahlbeteiligung | 128.848 | 69,47 |       |     |
|                                     |         |       |       |     |
| Belege                              |         |       |       |     |

## Nach der Wahl

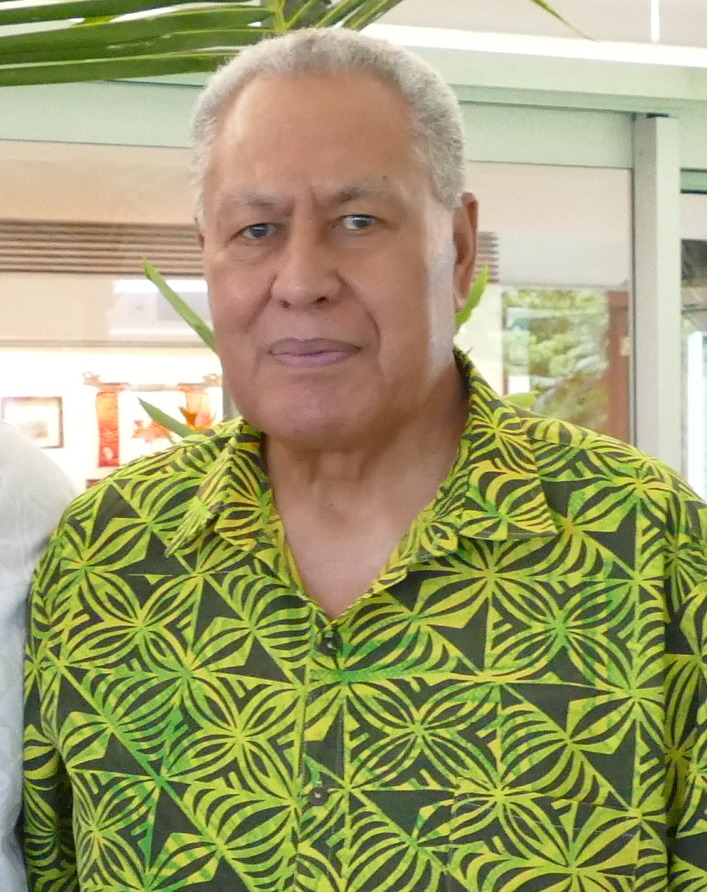
Tuimalealiifano Vaʻaletoa Sualauvi II, O le Ao o le Malo (Staatsoberhaupt) Samoas (2018)

28 Wahlklagen wurden eingereicht, 14 gegen FAST und 14 gegen die HRPP.
Am 20. April 2021 erklärte die samoanische Wahlkommission Aliʻimalemanu Alofa Tuuau von der HRPP für gewählt, weil mindestens 10 % der Parlamentssitze von Frauen gehalten werden müssen. Die Entscheidung wurde von FAST vor Gericht angefochten. Am 21. April kündigte der unabhängige Tuala Iosefo Ponifasio an, dass er FAST beitreten würde, was zu einem 26-26 Patt führte. Am 23. April rief die Tautua Samoa Party zu Neuwahlen auf, um die Pattsituation zu lösen. Am 25. April sagte der Legislativsekretär Tiatia Graeme Tualaulelei, dass die Eröffnung des Parlaments verschoben würde, bis die Einsprüche gegen die Wahlen geklärt seien. Am 4. Mai trafen sich die Führer von HRPP und FAST mit dem O le Ao o le Malo (Staatsoberhaupt) Tuimalealiifano Vaʻaletoa Sualauvi II, um die Möglichkeit einer zweiten Wahl zu besprechen, und so die Pattsituation zu lösen. Die FAST-Partei lehnte Neuwahlen ab, da sie der Meinung war, dass zuerst die Gerichtsverfahren und Wahlklagen geklärt werden sollten. Am Abend des 4. Mai gab der O le Ao o le Malo vor, das Parlament aufzulösen und ordnete Neuwahlen für den 21. Mai an. Ein Erlass für die Neuwahlen wurde am 5. Mai 2021 ausgestellt. Die Auflösung wurde von der Tautua Samoa Party begrüßt, aber von FAST als rechtswidrig, und als „verfassungswidrig“ sowie als „Putsch“ angeprangert.
Die FAST-Partei leitete ein Gerichtsverfahren ein, um die Auflösung anzufechten. Der Fall wurde am 14. Mai angehört, und am 17. Mai wurde eine Entscheidung getroffen, wobei die Entscheidung über Tuuaus Sitz am selben Tag fiel. Die Anfechtung war erfolgreich. Die Wahlanfechtungen sollten ab dem 24. Mai angehört werden.
Am 17. Mai kippte der Oberste Gerichtshof von Samoa die Ernennung von Tuuau, wodurch FAST eine 26-25-Mehrheit im Parlament erhielt. Kurz darauf hob er die Annullierung der Wahlergebnisse und die Einberufung von Neuwahlen auf, da sie keine rechtliche Grundlage hatten. Sie bestätigten die Ergebnisse vom April und ordneten an, dass das Parlament innerhalb von 45 Tagen nach der ursprünglichen Wahl zusammentreten muss. Premierminister Malielegaoi sagte, dass gegen beide Entscheidungen Berufung eingelegt werden würde.
Am 18. Mai 2021 trafen sich Fiame Naomi Mataʻafa und Vertreter der FAST-Partei mit dem O le Ao o le Malo (Staatsoberhaupt), um zu bestätigen, dass sie die Unterstützung von 26 Abgeordneten haben, und um die Namen ihrer Kandidaten für den Sprecher und den stellvertretenden Sprecher zu überbringen. Premierminister Malielegaoi sagte, dass seine kommissarische Regierung an der Macht bleiben würde, bis alle wahlbezogenen Gerichtsverfahren geklärt seien.
Am 19. Mai stimmte der O le Ao o le Malo der Einberufung des neuen Parlaments zu. Am 21. Mai lehnte es das Berufungsgericht von Samoa ab, das Urteil des Obersten Gerichtshofs über Tuuaus Ernennung auszusetzen, und bestätigte damit die parlamentarische Mehrheit von FAST. Unmittelbar nach dem Urteil gab der O le Ao o le Malo eine Proklamation heraus, mit der die Eröffnung des neuen Parlaments für den 24. Mai einberufen wurde. Am selben Tag wurde ein Versuch des Generalstaatsanwalts, das Urteil aufheben zu lassen, vom Obersten Gerichtshof abgewiesen. Dabei entschied das Gericht, dass „das Urteil des Obersten Gerichtshofs das Gesetz in Samoa darstellt, und es sollte befolgt werden. Die Nichteinhaltung des Gesetzes hat seine eigenen Konsequenzen.“
Am 22. Mai 2021 setzte der O le Ao o le Malo die Proklamation bis auf weiteres aus und führte die Gründe für die Aussetzung nicht näher aus, sondern sagte, dass die besagten Gründe „zu gegebener Zeit“ bekannt werden würden, was eine Verfassungskrise auslöste. Die FAST-Vorsitzende Fiame Naomi Mataʻafa verurteilte die Aussetzung als Staatsstreich und kündigte an, sie vor Gericht anzufechten. Am 23. Mai traf sich der Oberste Gerichtshof in den Kammern, um einen Antrag auf Aufhebung der Aussetzung zu hören. Am Nachmittag entschied das Gericht, dass die Entscheidung rechtswidrig sei und dass die Proklamation, die das Parlament für den 24. Mai einberufen hatte, weiterhin Bestand habe. Premierminister Malielegaoi reagierte darauf, indem er sagte, dass der Gerichtsbeschluss rechtswidrig sei, dass die Richter gegen die Bestimmungen des Ausnahmezustands verstoßen hätten und angeklagt werden müssten und dass er und Mitglieder des HRPP sich weigern würden, bei der Einberufung des Parlaments vereidigt zu werden. Später am Abend gab der Sprecher des Hauses, Leaupepe Toleafoa Faafisi, vor, die Vereidigungszeremonie entgegen der Anordnung des Gerichts abzusagen.
Am Morgen des 24. Mai trafen Abgeordnete und Unterstützer der FAST-Partei beim Parlament ein, wo die Polizei das Gebäude umstellte und die Türen verschlossen waren. Der Sekretär des Parlaments verweigerte ihnen den Zutritt, in Befolgung von Faafisis Anordnung. Fiame Naomi Mataʻafa sagte, die Abgeordneten würden auf das Staatsoberhaupt warten und das Parlament notfalls auf den vorderen Stufen einberufen. Später am Nachmittag wurden die Abgeordneten und Minister der FAST-Partei in einem Zelt vor dem Parlament vereidigt. Der ehemalige Premierminister Tuilaepa reagierte, indem er die FAST-Partei des „Verrats“ beschuldigte. An diesem Abend erkannten die Föderierten Staaten von Mikronesien als erste Regierung die neue Regierung und Fiame Naomi Mataʻafa als legitime Premierministerin an. Es folgte Palau, das am 27. Mai als zweite ausländische Regierung die Legitimität der Verwaltung von Mata'afa anerkannte.
Am 25. Mai leitete das HRPP eine Privatanklage gegen Mata'afa und drei weitere FAST-Abgeordnete wegen angeblicher Bestechung und Vorteilsannahme ein. Die Fälle sollen von September bis November 2021 verhandelt werden. Eine separate Privatklage gegen Mata'afa wegen ihrer Vereidigung wurde ebenfalls eingeleitet.
Am 2. Juni 2021 entschied das Berufungsgericht, dass der Zweck der Klausel bedeute, dass die Anzahl der weiblichen Abgeordneten auf sechs aufgerundet werden solle. Es bestätigte jedoch das Urteil des Obersten Gerichtshofs, dass Tuuaus Ernennung verfassungswidrig und nichtig sei, mit der Begründung, dass die Quote nicht nach den endgültigen Ergebnissen angewendet werden solle, sondern nachdem alle Wahlpetitionen und Nachwahlen entschieden seien.